# 林頤原
林頤原（EUAN LIN，1990年9月16日—），身高175cm，出生於台灣鹿港。台灣搖滾吉他手，音樂人（詞曲、編曲、配樂、製作），畢業於台灣藝術大學戲劇學系，TRASH樂團吉他手兼團長，曾入圍金曲獎、金音獎等，並多次參與MV、廣告、舞台劇及電影演出。

## 經歷
- 2011年於台藝大搖滾樂府社團創立樂團「隱藏人物」，其成員為茄子蛋吉他手阿德，TRASH樂團貝斯手博文，及振瑋
- 2013年(23歲)畢業於台灣藝術大學，以吉他手身份加入搖滾樂團-TRASH樂團，簽入「典選唱片」成為旗下藝人
- 2014年12月30日，TRASH樂團發行第二張全創作專輯歸零，為加入樂團後首張參與專輯
- 2015年「歸零」專輯入圍第26屆金曲獎最佳樂團獎
- 2015年「歸零」專輯中「世界盡頭」一曲的吉他獨奏被評為當年全台熱音社吉他手必練歌曲
- 2016年於世界各地巡演(美國、韓國、新加坡、香港、日本.....等)
- 2017年參與世大運閉幕演出，吉他獨奏Queen成名曲之一We Are the Champion
- 2017年開始拍攝頤原介吉他節目第零季
- 2017年TRASH樂團發行11:11專輯，於隔年入圍金音獎最佳現場獎
- 2018年參與電影搖滾樂殺人事件，飾演「黑狗」
- 2018年擔任金音獎最佳現場演出獎頒獎人
- 2019年加盟「華納音樂」，現為華納音樂旗下藝人
- 2019年TRASH樂團發行Never DieEP，於隔年入圍第31屆金曲獎最佳樂團獎
- 2019年參與「台糖蜆精」廣告拍攝
- 2019年獲邀擔任各大熱門音樂比賽評審
- 2019年拍攝頤原介吉他第一季、第二季，為Youtube第一個專門介紹台灣樂團及音樂人器材及音樂故事的高規節目
- 2019年擔任潘瑋柏Alpha創始者世界巡迴演唱會吉他手
- 2020年參與舞台劇新社員，飾演前男友「阿澤」
- 2021年TRASH樂團發行Holy Trip!專輯
- 2022年TRASH樂團於台北流行音樂中心舉辦《Holy Trip!精神時光屋》演唱會
- 2023年8月為2023 Mother Marathon北港媽祖盃全國馬拉松製作主題曲《瘋媽祖》
- 2023年10月31日發行個人首張EP《32》

## 音樂作品

### EP
| 名稱   | 發行日期       | 發行公司 | 曲目                              |
| ------ | -------------- | -------- | --------------------------------- |
| 《32》 | 2023年10月31日 | 華納音樂 | 1. Feelings 2. Kiss Goodbye 3. 32 |

### 單曲
| 日期          | 名稱   | 備註                                           |
| ------------- | ------ | ---------------------------------------------- |
| 2023年8月18日 | 瘋媽祖 | 2023 Mother Marathon北港媽祖盃全國馬拉松主題曲 |

### MV
| 日期           | 歌曲     | 備註 |
| -------------- | -------- | ---- |
| 2023年10月31日 | Feelings |      |

## 電影
- 2018年《搖滾樂殺人事件》飾演：黑狗

## 外部連結
- 林頤原的Instagram
- Queen Euan 林頤原Youtube頻道 （页面存档备份，存于）
- 頤原介吉他Youtube頻道 （页面存档备份，存于）